# Eugène-Anatole Demarçay
Eugène-Anatole Demarçay (Paris, 1 de janeiro de 1852 – Paris, 5 de março de 1903), foi um químico francês.
Demarçay descobriu em 1901 o elemento químico európio (Eu).